# Dendrobium globiflorum
Dendrobium globiflorum är en orkidéart som beskrevs av Rudolf Schlechter. Dendrobium globiflorum ingår i släktet Dendrobium, och familjen orkidéer. Inga underarter finns listade i Catalogue of Life.